# Арбін Зейнуллай
Арбін Зейнуллай (алб. Arbin Zejnullai; нар. 15 лютого 1999, Тетово, Македонія) — македонський і албанський футболіст, півзахисник клубу «Егнатія». Виступав також за низку клубів балканських країн. Чемпіон Македонії. Чемпіон Албанії, дворазовий володар Кубка Албанії та володар Суперкубка Албанії.

## Клубна кар'єра
Арбін Зейнуллай народився 1999 року в Тетово, та є вихованцем футбольної школи місцевого клубу «Шкендія». У 2016 році розпочав грати в основній команді клубу, в якій грав до 2021 року, а в сезоні 2020—2021 років став у складі команди чемпіоном Македонії.
У 2021—2022 роках Зейнуллай грав у хорватській команді «Локомотива», а в 2022 році перейшов до македонського клубу «Работнічкі». У цьому ж році футболіст перейшов до складу клубу «Егнатія». У складі команди гравець в сезоні 2023—2024 років став чемпіоном Албанії, а також став у складі команди дворазовим володарем Кубка Албанії та володарем Суперкубка Албанії.

## Виступи за збірні
У 2017 році Арбін Зейнуллай провів 2 матчі у складі юнацької збірної Північної Македонії. Пізніше футболіст вирішив змінити спортивне громадянство, та грати за збірні країни своєї національності, і в 2018—2019 років провів 7 матчів у складі молодіжної збірної Албанії.

## Титули і досягнення
- Чемпіон Македонії (1):

«Шкендія»: 2020–2021
- Чемпіон Албанії (2):

«Егнатія»: 2023–2024, 2024–2025
- Володар Кубка Албанії (2):

«Егнатія»: 2022–2023, 2023–2024
- Володар Суперкубка Албанії (1):

«Егнатія»: 2024